# Eihi Shiina

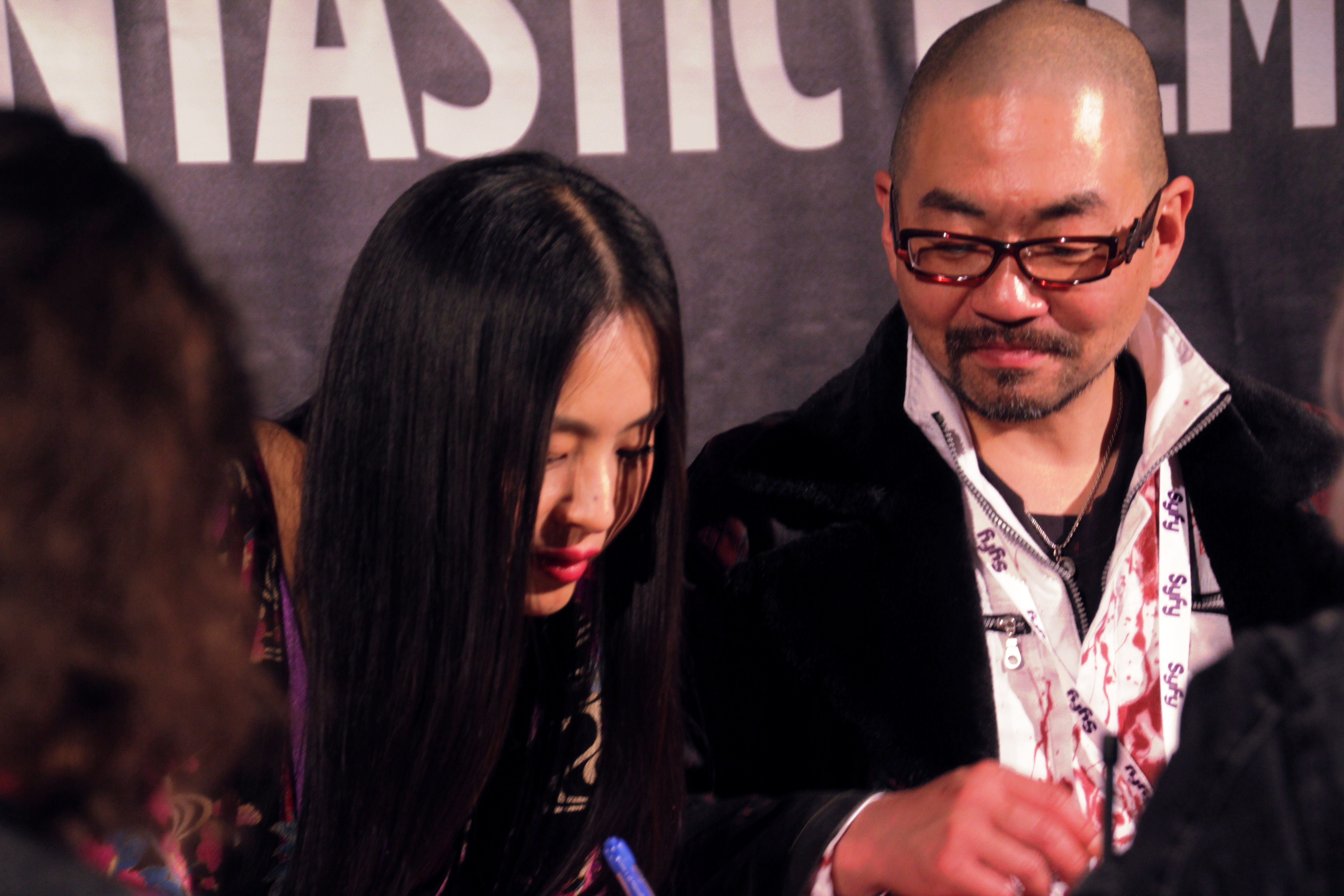
Eihi Shiina und Yoshihiro Nishimura (2015)

Eihi Shiina (jap. 椎名 英姫, Shiina Eihi; * 3. Februar 1976 in der Präfektur Fukuoka) ist eine japanische Schauspielerin.

## Leben
Eihi Shiina war zunächst als Model tätig. 1995 hatte sie ihren Durchbruch, als sie für Benetton arbeitete und Japan bei dem Wettbewerb Elite Model Look vertrat.
1998 debütierte Eihi Shiina als Schauspielerin in Isao Yukisadas Drama Open House, in dem sie ein erfolgloses Model darstellt. Sie erlangte im Jahr 1999 internationale Bekanntheit durch ihre Rolle als Asami Yamazaki in Takashi Miikes Horrorfilm Audition. Mehrfach arbeitete sie mit dem Regisseur Yoshihiro Nishimura zusammen. In seinem Splatter Tokyo Gore Police (2008) übernahm sie die Hauptrolle der Ruka.

## Filmografie
- 1998: Open House
- 1999: Audition
- 2000: Eureka
- 2002: Gaichū
- 2003: Sky High
- 2004: Kyō no dekigoto
- 2004: Jam Films 2
- 2005: Animus Anima
- 2005: Hold Up Down
- 2008: Tokyo Gore Police
- 2009: Vampire Girl vs. Frankenstein Girl
- 2010: Outrage
- 2010: Helldriver
- 2013: The Profane Exhibit
- 2015: Use the Eyeballs!
- 2015: The Ninja War of Torakage
- 2015: Kazoku Gokko
- 2017: Kodoku Meatball Machine